# Holiday Express
Holiday Express Deutsche Luftverkehrs GmbH & Co. war eine von 1983 bis 1987 existierende deutsche Regionalfluggesellschaft mit Sitz in Hamburg.

## Geschichte
Holiday Express wurde 1983 als Nachfolgegesellschaft der von HADAG Seetouristik und Fährdienst verkauften HADAG Air Seebäderflug gegründet. 
Im Jahr 1987 wurde der Betrieb eingestellt und die Nachfolgegesellschaft in Hanse Express umbenannt. Diese wiederum wurde dann 1988 von Hamburg Airlines als Auffanggesellschaft übernommen. 

## Flugziele
Als Linienflüge wurden die Strecken von Hamburg nach Helgoland, Westerland (Sylt), Hannover und Kassel beflogen. Ab 1985 kam Rotterdam, im Oktober 1986 dann noch Antwerpen hinzu. Kurz vor Betriebseinstellung wurden noch Strecken nach Brüssel und Göteborg aufgenommen. Darüber hinaus wurden Ad-hoc-Charterflüge durchgeführt.

## Flotte
Bei Betriebseinstellung 1987 und dem folgenden Übergang in die Hanse Express bestand die Flotte der Holiday Express aus vier Flugzeugen:
- 1 Cessna 402B
- 1 Swearingen SA226TC Metro
- 1 Dornier 228-100
- 1 Dornier 228-200.

Vorher waren noch außerdem betrieben worden: eine Cessna 340, je zwei Britten-Norman BN-2 Islander und de Havilland Canada DHC-6-300 Twin Otter und zwei weitere Dornier 228-200.